# Aptenodytes
Aptenodytes – rodzaj ptaków z rodziny pingwinów (Spheniscidae).

## Zasięg występowania
Rodzaj obejmuje gatunki występujące w Antarktyce, na wyspach subantarktycznych i w Ameryce Południowej.

## Morfologia
Długość ciała 94–115 cm; masa ciała 9–46 kg.

## Systematyka

### Etymologia
- Aptenodytes (Apterodita): gr. απτην aptēn, απτηνος aptēnos „bezskrzydły”, od negatywnego przedrostka α- a-; πτηνος ptēnos „skrzydlaty”; δυτης dutēs „nurek”, od δυω duō „nurkować”[7].
- Pinguinaria: ang. nazwa Pinguin dla alki olbrzymiej[8]. Gatunek typowy: Aptenodytes patagonicus J.F. Miller, 1778.
- Eriornis: gr. εριον erion „wełna”; ορνις ornis, ορνιθος ornithos „ptak”[9]. Nomen nudum.

### Podział systematyczny
Do rodzaju zaliczane są dwa gatunki:
- Aptenodytes patagonicus J.F. Miller, 1778 – pingwin królewski
- Aptenodytes forsteri G.R. Gray, 1844 – pingwin cesarski